# Högland
Högland is een plaats in de gemeente Dorotea in het landschap Lapland en de provincie Västerbottens län in Zweden. De plaats heeft 70 inwoners (2005) en een oppervlakte van 34 hectare. De plaats ligt te midden van bos aan de rivier de Längselån.
Bestuurscentrum / Tätort: Dorotea
Småort: Avaträsk · Högland · Svanabyn · Västra Ormsjö
Overig: Bellvik · Borgafjäll · Fågelsta · Granåsen · Häggås · Korssele · Lajksjö · Lavsjö · Mårdsjö · Rajastrand · Risbäck · Storjola · Storbäck · Ullsjöberg · Östra Ormsjö